# Durham (comitat)
Durham este un comitat ceremonial ("county") situat în nordul Angliei.

## Orașe din cadrul districtului
- Barnard Castle
- Billingham
- Bishop Auckland
- Chester-le-Street
- Consett
- Crook
- Darlington
- Durham
- Easington
- Ferryhill
- Newton Aycliffe
- Peterlee
- Seaham
- Sedgefield
- Shildon
- Spennymoor
- Stanley
- Stockton-on-Tees